# الأنثروبولوجيا في 1970 - 1979
الخط الزمني للأنثروبولوجيا، 1970–1979

## أحداث
1974
- اكتشاف «لوسي»، أول «أوسترالوبيثيكوس أفارينيسيس».
- تأسيس جمعية الاثنولوجيا الكندية (الآن الرابطة الكندية الأنثروبولوجيا).

1977'"
- أنعقاد أول مهرجان أفلام ميد مارغريت.

## المنشورات
1972
- "اقتصاد العصر الحجري (بالإنجليزية: من قبل)‏، تأليف مارشال سالين
- «أناس جبل» لآلآإنك|The Mountain People}}، تأليف كولن تيرنبول

1974
- «رجل ثنائي الأبعاد: مقال في أنثروبولوجيا القوة والرمزية في مجتمع معقد» (بالإنجليزية: Two-Dimensional Man : An Essay on the Anthropology of Power and Symbolism in Complex Society)‏، تأليف أبنير كوهين
- «الأبقار والخنازير والحروب والساحرات» (بالإنجليزية: Cows, Pigs, Wars and Witches)‏، تأليف مارفن هاريس

1977
- «أكلة لحوم البشر والملوك» (بالإنجليزية: Cows, Pigs, Wars and Witches)‏، تأليف مارفن هاريس
- «تأملات في العمل الميداني في المغرب» (بالإنجليزية: Reflections on Fieldwork in Morocco)‏، تأليف بول Rabinow

1979
- «صور» الرجل الأبيض«: مسرحية اللغوية والرموز الثقافية بين أباتشي الغربية» (بالإنجليزية: Portraits of "the Whiteman": Linguistic Play and Cultural Symbols among the Western Apache)‏. بواسطة كيث باسو.

## الوفيات
1972
- هيلما غرانكفست
- لويس ليكي
- جوليان ستيوارد

1974
- بيدرو بوش-غيمبيرا

1977
- كاج بركة سميث
- آنا هاردويك غايتن

1979
- غوترن جيسينغ
- روبرت هايزر
- ثيودورا كروبر

## الجوائز
1979
- جائزة ميد مارجريت: جون أوبغو